# Neoancistrotus guapimirim
Neoancistrotus guapimirim is een hooiwagen uit de familie Gonyleptidae.